# St Mewan
St Mewan est une paroisse civile et un village des Cornouailles, en Angleterre.